# Plesiops mystaxus
Plesiops mystaxus es una especie de peces de la familia Plesiopidae en el orden de los Perciformes.

## Morfología
• Los machos pueden llegar alcanzar los 9 cm de longitud total.

## Distribución geográfica
Se encuentra en el Mar Rojo, Comoras, Madagascar y el sur de Omán. 